# Новаци (Александровац)
Новаци су насеље у Србији у општини Александровац у Расинском округу. Према попису из 2022. има 254 становника (према попису из 2011. било је 353 становника).

## Демографија
У насељу Новаци живи 326 пунолетних становника, а просечна старост становништва износи 45,1 година (44,3 код мушкараца и 46,0 код жена). У насељу има 119 домаћинстава, а просечан број чланова по домаћинству је 3,38.
Ово насеље је великим делом насељено Србима (према попису из 2002. године), а у последња три пописа, примећен је пад у броју становника.
|  |

| Демографија | Демографија | Демографија |
| Година      | Становника  | Становника  |
| ----------- | ----------- | ----------- |
| 1948.       | 536         |             |
| 1953.       | 521         |             |
| 1961.       | 510         |             |
| 1971.       | 502         |             |
| 1981.       | 463         |             |
| 1991.       | 450         | 449         |
| 2002.       | 402         | 422         |
| 2011.       | 353         |             |
| 2022.       | 254         |             |

| Етнички састав према попису из 2002.‍ | Етнички састав према попису из 2002.‍ | Етнички састав према попису из 2002.‍ | Етнички састав према попису из 2002.‍ | Етнички састав према попису из 2002.‍ |
| ------------------------------------ | ------------------------------------ | ------------------------------------ | ------------------------------------ | ------------------------------------ |
|                                      |                                      |                                      |                                      |                                      |
| Срби                                 | Срби                                 |                                      | 397                                  | 98,75%                               |
| Црногорци                            | Црногорци                            |                                      | 3                                    | 0,74%                                |
| Словенци                             | Словенци                             |                                      | 1                                    | 0,24%                                |
| непознато                            | непознато                            |                                      | 1                                    | 0,24%                                |

| Година пописа     | 1948. | 1953. | 1961. | 1971. | 1981. | 1991. | 2002. |
| ----------------- | ----- | ----- | ----- | ----- | ----- | ----- | ----- |
| Број домаћинстава | 87    | 91    | 96    | 104   | 115   | 121   | 119   |

| Број чланова      | 1  | 2  | 3  | 4  | 5  | 6  | 7 | 8 | 9 | 10 и више | Просек |
| ----------------- | -- | -- | -- | -- | -- | -- | - | - | - | --------- | ------ |
| Број домаћинстава | 17 | 35 | 19 | 16 | 11 | 12 | 7 | 0 | 2 | 0         | 3,38   |

| Пол    | Укупно | Неожењен/Неудата | Ожењен/Удата | Удовац/Удовица | Разведен/Разведена | Непознато |
| ------ | ------ | ---------------- | ------------ | -------------- | ------------------ | --------- |
| Мушки  | 171    | 34               | 121          | 14             | 2                  | 0         |
| Женски | 173    | 23               | 121          | 28             | 1                  | 0         |
| УКУПНО | 344    | 57               | 242          | 42             | 3                  | 0         |

| Пол    | Укупно                    | Пољопривреда, лов и шумарство | Рибарство                            | Вађење руде и камена | Прерађивачка индустрија       |
| ------ | ------------------------- | ----------------------------- | ------------------------------------ | -------------------- | ----------------------------- |
| Мушки  | 97                        | 40                            | 0                                    | 0                    | 38                            |
| Женски | 59                        | 28                            | 0                                    | 0                    | 18                            |
| УКУПНО | 156                       | 68                            | 0                                    | 0                    | 56                            |
| Пол    | Производња и снабдевање   | Грађевинарство                | Трговина                             | Хотели и ресторани   | Саобраћај, складиштење и везе |
| Мушки  | 1                         | 1                             | 2                                    | 0                    | 5                             |
| Женски | 1                         | 0                             | 4                                    | 0                    | 0                             |
| УКУПНО | 2                         | 1                             | 6                                    | 0                    | 5                             |
| Пол    | Финансијско посредовање   | Некретнине                    | Државна управа и одбрана             | Образовање           | Здравствени и социјални рад   |
| Мушки  | 0                         | 0                             | 3                                    | 0                    | 0                             |
| Женски | 0                         | 1                             | 1                                    | 3                    | 1                             |
| УКУПНО | 0                         | 1                             | 4                                    | 3                    | 1                             |
| Пол    | Остале услужне активности | Приватна домаћинства          | Екстериторијалне организације и тела | Непознато            | Непознато                     |
| Мушки  | 2                         | 0                             | 0                                    | 5                    | 5                             |
| Женски | 0                         | 0                             | 0                                    | 2                    | 2                             |
| УКУПНО | 2                         | 0                             | 0                                    | 7                    | 7                             |